# آلیسون کورت
آلیسون جورجینا کورت (به انگلیسی: Alyson Georgina Court) (زادروز ۹ نوامبر ۱۹۷۳) که با نام آلیسون کورت فعالیت می‌کند، بازیگر و صداپیشه اهل کانادا است.
نخستین اثر وی، در فیلم Sesame Street Presents Follow That Bird و در نقش Ruthie ایفای نقش نمود. او همچنین به عنوان صداپیشه در عنوان‌های گوناگونی فعالیت داشته است. صداگذاری شخصیت کلر ردفیلد در همه نسخه‌های سری بازی رزیدنت ایول، از جمله معروف‌ترین فعالیت‌های او در زمینه صداپیشگی شخصیت‌های بازی‌های ویدئویی است.